# Anslow
Anslow är en ort och civil parish i Storbritannien. Den ligger i grevskapet Staffordshire och riksdelen England, i den södra delen av landet. Anslow ligger 96 meter över havet och antalet invånare är 669.
Terrängen runt Anslow är platt. Närmaste större samhälle är Derby, 17,8 km nordost om Anslow. Trakten runt Anslow består till största delen av jordbruksmark.